# بخش ایاکوچو
بخش ایاکوچو پارتیدو (به اسپانیایی: Partido de Ayacucho) یک منطقهٔ مسکونی در آرژانتین است که در استان بوئنوس آیرس واقع شده‌است. بخش ایاکوچو پارتیدو ۶٬۷۸۵ کیلومتر مربع مساحت و ۲۰٬۳۳۷ نفر جمعیت دارد.